# Северная Фиваида

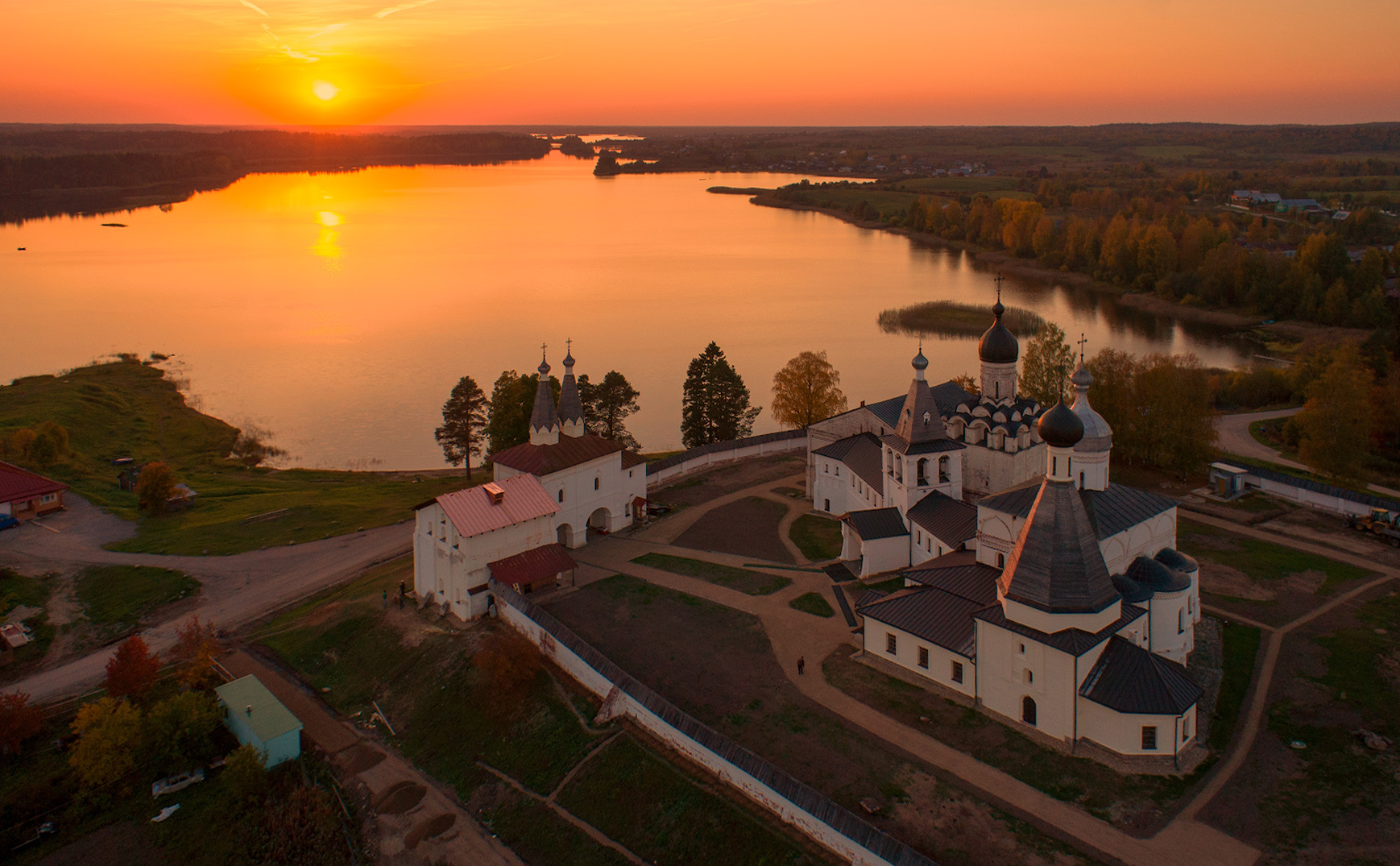
Ферапонтов Белозерский монастырь

Се́верная Фиваи́да (Ру́сская Фиваи́да) — поэтическое название северных русских земель, окружающих Вологду и Белозерск, появившееся как сравнение с древнеегипетской областью Фиваидой, известным местом поселения раннехристианских монахов-отшельников. Иногда Северной Фиваидой в более узком смысле называют обширные окрестности Кирилло-Белозерского монастыря.

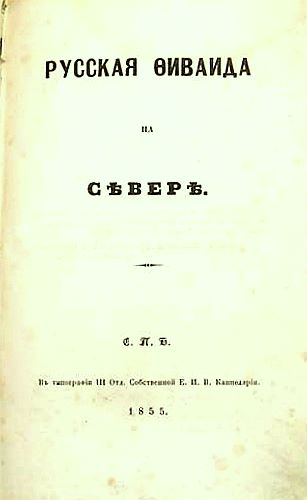
Андрей Муравьёв. «Русская Фиваида на Севере». 1855 год. Титульный лист оригинального издания

Термин введён в обиход православным писателем Андреем Муравьёвым, опубликовавшим в 1855 году свою книгу размышлений о паломничестве по Вологодским и Белозерским святым местам под названием «Русская Фиваида на Севере»:

Здесь, в тихом уединении, где неожиданно нашёл я себе летний приют, под гостеприимным кровом радушного владельца, здесь предпринимаю описание родной нашей Фиваиды, которую только что посетил в пределах Вологодских и Белозерских. Едва ли кому она известна из людей светских, а многие однако же слышали о Фиваиде Египетской и читали в патериках Греческих о подвигах великих Отцев, просиявших в суровых пустынях Скитской и Палестинской. Но кто знает этот наш чудный мир иноческий, нимало не уступающий Восточному, который внезапно у нас самих развился, в исходе XIV столетия и в продолжение двух последующих веков одушевил непроходимые дебри и лесистые болота родного Севера? На пространстве более 500 вёрст, от Лавры до Белоозера и далее, это была как бы одна сплошная область иноческая, усеянная скитами и пустынями отшельников, где уже мирские люди как бы вынуждены были, вслед за ними, селиться и составлять свои обительные грады там, где прежде особились одни лишь келлии. Преподобный Сергий стоит во главе всех, на южном краю сей чудной области и посылает внутрь её своих учеников и собеседников, а преподобный Кирилл, на другом её краю, приемлет новых пришельцев и расселяет обители окрест себя, закидывая свои пустынные мрежи даже до Белого моря и на острова Соловецкие.

Церковный историк и исследователь древнерусской духовной культуры Иван Концевич связывает распространение монашества на Русском Севере в конце XIV — начале XVI века с философией исихазма:

Наша северная Фиваида ничем не уступала своему африканскому прообразу. Насельники девственных лесов Заволжья по духовной силе, мощи святых подвижников, по высоте их достижений были равны отцам первых веков христианства. Но как знойная африканская природа с её ярким, синим небом, сочными красками, жгучим солнцем и бесподобными лунным ночами отличается от акварельных нежных тонов нашей северной природы, с голубой гладью её озёр и мягкими оттенками её лиственных лесов с их изумрудной зеленью ранней весной и богатой гаммой золотых красно-коричневых тонов в сентябре, — таким же образом отличается святость отцов египетской пустыни — стихийно бурная и могучая, как лава, извергающаяся из вулкана, эта святость, подобно яркости южной природы, отличается от нашей святости, тихой, величавой и кристально светлой, как светел и ясен лучезарный и тихий вечер русской весны. Но как тут, так и там то же «умное делание», то же безмолвие.

«Русской Фиваидой» Олонецкие, Белозерские и Вологодские земли именуются в каноне Всем святым, в земли Российстей просиявшим:

Ликуй, Фиваидо Русская, красуйтеся, пустыни и дебри Олонецкия, Белоезерския и Вологодския, возрастившия святое и славное отец множество, чудным житием всех наставляющее миру не прилеплятися, крест свой на рамена взяти и во след Христу шествовати.

1 февраля 2009 года на интронизации Патриарха Кирилла словосочетание «Северная Фиваида» упомянул Патриарх Александрийский Феодор II: «Мы, преисполненные великой радости, услышав, что Бог благоволил избрать Вас на Патриарший Престол Московский и всея Руси, ликуя, отправились из Южной Фиваиды в Фиваиду Северную…».
Термин «Северная Фиваида» используется как бренд, аналогично понятию Русский Север, в названиях туристических и паломнических маршрутов, а также является названием ювелирной фирмы.
Факультет социальных наук Православного Свято-Тихоновского гуманитарного университета и Московская духовная академия проводят летнюю школу «Северная Фиваида» на тему «Социология Православия: от изучения религиозных общин к исследованию массовой религиозности».